# Gâlțești (okręg Vaslui)
Gâlțești – wieś w Rumunii, w okręgu Vaslui, w gminie Puiești. W 2011 roku liczyła 151  mieszkańców.